# A kétéltű ember (film)
A kétéltű ember (eredeti cím: Человек-амфибия, magyaros átírással: Cselovek-amfibija) 1961-ben bemutatott, színes szovjet kalandfilm, amely Alekszandr Beljajev azonos című regénye alapján készült. Az élőszereplős játékfilm rendezői Vlagyimir Csebotarjov és Gennagyij Kazanszkij. A forgatókönyvet Akiba Golburt, Alekszandr Kszenofontov és Alekszej Kapler írták, a zenéjét Andrej Petrov szerezte. A mozifilm a Goszkino és a Lenfilm gyártásában készült. Műfaja romantikus kalandfilm.
A Szovjetunióban 1962. január 3-án mutatták be a mozikban. Magyarországon viszonylag kis késéssel jelent meg. A magyar mozikban feliratos változatban vetítették. A magyar nyelvre szinkronizált első változatot az MTV1-en 1981. április 20-án, a második magyar változatot a Duna TV-n 2006. december 28-án vetítették le a televízióban.

## Szereplők
| Szereplő                             | Színész                                              | Magyar hang                     | Magyar hang                        |
| Szereplő                             | Színész                                              | 1. magyar változat (MTV1, 1980) | 2. magyar változat (Duna TV, 2006) |
| ------------------------------------ | ---------------------------------------------------- | ------------------------------- | ---------------------------------- |
| Ichtiander Salvator                  | Vlagyimir Korenyev (hangja: Jurij Rogyionov)         | Safranek Károly                 | Dolmány Attila                     |
| Gutiere Baltazar                     | Anasztaszija Vertyinszkaja (hangja: Nyina Guljajeva) | Hűvösvölgyi Ildikó              | Sánta Annamária                    |
| Don Pedro Zurita                     | Mihail Kozakov                                       | Gáti Oszkár                     | Selmeczi Roland                    |
| Salvator professzor, Ichtiander apja | Nyikolaj Szimonov                                    | Szabó Ottó                      | Kristóf Tibor                      |
| Öreg Baltazar                        | Anatolij Szmiranyin                                  | Füzessy Ottó                    | Botár Endre                        |
| Olsen, riporter                      | Vladlen Davidov                                      | Bács Ferenc                     | Bognár Tamás                       |
| Carlos, börtönőr                     | Sztanyiszlav Csekan                                  | N/A                             | Varga Tamás                        |
| Pedro Zurita anyja                   | Anna Nyikrityina                                     | Győri Ilona                     | Némedi Mari                        |
| Letartoztató rendőr a professzornál  | N/A                                                  | Makay Sándor                    | Cs. Németh Lajos                   |
| Felügyelő                            | N/A                                                  | N/A                             | Holl János                         |
| Rendőrőrmester                       | N/A                                                  | N/A                             | Kardos Gábor                       |
| Pedro Zurita embere                  | N/A                                                  | N/A                             | Albert Péter                       |
| Rendőr diszpécser                    | N/A                                                  | N/A                             | Szinovál Gyula                     |

## Televíziós megjelenések
- 1. magyar változat: MTV-1, MTV-2, ATV, Duna TV (1. logó), TV2
- 2. magyar változat: Duna TV (3. logó)